# Neoechinorhynchus prolixus
Neoechinorhynchus prolixus är en hakmaskart som beskrevs av Van Cleave och Timmons 1952. Neoechinorhynchus prolixus ingår i släktet Neoechinorhynchus och familjen Neoechinorhynchidae. Inga underarter finns listade i Catalogue of Life.